# 朗萨克 (东比利牛斯省)
朗萨克（法語：Lansac，法語發音：[lɑ̃sak] ⓘ）是法国东比利牛斯省的一个市镇，位于该省东北部，属于佩皮尼昂区。

## 地理
朗萨克（42°45'57"N, 2°33'39"E）面积5.2 平方千米，位于法国奧克西塔尼大區东比利牛斯省，该省份为法国大陆部分最南部的省份，涵盖了北加泰罗尼亚，北起奥德省，西接阿列日省和安道尔，南与西班牙接壤，东临地中海。
与朗萨克接壤的市镇（或旧市镇、城区）包括：莱斯凯尔德、拉西盖尔、卡拉马尼、圣阿尔纳克。
朗萨克的时区为UTC+01:00、UTC+02:00（夏令时）。

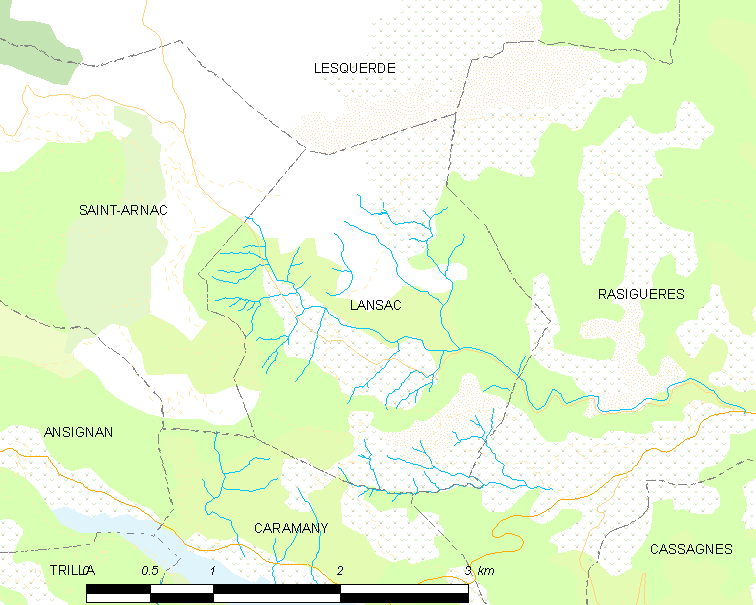
朗萨克的OSM定位图

## 行政
朗萨克的邮政编码为66720，INSEE市镇编码为66092。

## 政治
朗萨克所属的省级选区为阿格利河谷县。

## 人口

1962-2008年间朗萨克人口变化图示

朗萨克于2022年1月1日时的人口数量为91人。